# 2010 у футболі
Нижче наведені футбольні події 2010 року у всьому світі.

## Події
- Відбувся дев'ятнадцятий чемпіонат світу, перемогу на якому здобула збірна Іспанії.
- Відбувся двадцять сьомий кубок африканських націй, перемогу на якому здобула збірна Єгипту.

## Національні чемпіони
- Англія: Челсі
- Аргентина
  - Клаусура: Аргентинос Хуніорс
  - Апертура: Естудьянтес (Ла-Плата)
- Бразилія: Флуміненсе
- Данія: Копенгаген
- Італія: Інтернаціонале
- Іспанія: Барселона
- Нідерланди: Твенте
- Німеччина: Баварія (Мюнхен)
- Парагвай
  - Апертура: Гуарані (Асунсьйон)
  - Клаусура: Лібертад
- Португалія: Бенфіка
- Росія: Зеніт (Санкт-Петербург)
- Україна: Шахтар (Донецьк)
- Уругвай: Пеньяроль
- Франція: Олімпік (Марсель)
- Хорватія: Динамо (Загреб)
- Швеція: Мальме
- Шотландія: Рейнджерс